# اورسالا ورنر
اورسالا ورنر (آلمانی: Ursula Werner؛ زادهٔ ۲۸ سپتامبر ۱۹۴۳) بازیگر اهل آلمان است.
از فیلم‌ها یا برنامه‌های تلویزیونی که وی در آن نقش داشته‌است، می‌توان به دو زندگی و دختر زمستان اشاره کرد.